# 1937
Il 1937 (MCMXXXVII in numeri romani) è un anno  del XX secolo.

## Eventi
- 1º gennaio: Anastasio Somoza García diventa presidente del Nicaragua.
- 15 febbraio: scomparsa di Vincenzo Lancia.
- 19 febbraio – Strage di Addis Abeba: massacro e imprigionamento di etiopi da parte delle forze di occupazione italiane a seguito di un tentato omicidio del maresciallo Rodolfo Graziani.
- 8 marzo – Guerra civile spagnola: i legionari italiani vengono sconfitti dai repubblicani nella battaglia di Guadalajara. Successivamente gli aerei tedeschi, schierati al fianco dei nazionalisti di Francisco Franco, bombardano la città di Guernica scatenando forti reazioni in tutto il mondo.
- 14 marzo: con l'enciclica Mit brennender Sorge Papa Pio XI condanna il nazismo.
- 15 marzo – Chicago: apre la prima banca del sangue al mondo.
- 18 marzo: Benito Mussolini inaugura la via Balbia e riceve la spada dell'Islam.
- 19 marzo: con l'enciclica Divini Redemptoris Papa Pio XI condanna il comunismo.
- 17 aprile: Debutta Daffy Duck
- 26 aprile – Guerra civile spagnola: bombardamento di Guernica
- 28 aprile – Roma: inaugurazione di Cinecittà
- 6 maggio: alle 19:25 il dirigibile tedesco LZ 129 Hindenburg prende fuoco e viene completamente distrutto nella Stazione Aeronavale di Lakehurst nel New Jersey.
- 22 maggio: nasce il Ministero della Cultura Popolare (Minculpop)
- 28 maggio: San Francisco - Viene inaugurato il Golden Gate
- 9 giugno: vengono assassinati i fratelli Carlo e Nello Rosselli, antifascisti esuli in Francia.
- 13 giugno: viene ufficializzata la nascita del comune di Colleferro.[1][2]
- 14 giugno: negli USA il presidente Roosevelt firma il Marijuana Tax Act, dando il via al Proibizionismo nei confronti della cannabis.
- 30 giugno: la Banca di Francia abbandona il Gold standard
- 2 luglio: scomparsa della aviatrice statunitense Amelia Earhart
- 5 luglio apparizione madonna di Voltago (fonte Il Gazzettino di Venezia)
- 7 luglio: con l'incidente del ponte Marco Polo (Lugouqiao) l'Impero giapponese riprende l'attacco militare alla Cina, dopo cinque anni di ostilità non dichiarata. Questa nuova aggressione provoca una grave tensione tra Tokyo e Washington.
- 9 luglio: Un incendio colpisce gli archivi della 20th Century Fox: 1 morto, due feriti e molte pellicole irrimediabilmente perdute.
- 20 luglio: muore a Roma Guglielmo Marconi, padre della radio.
- Settembre: Mussolini in visita da Hitler, rimane affascinato dalla potenza dell'esercito tedesco.
- 19 settembre: viene fondato l'Hockey Club Ambrì-Piotta
- 21 settembre: viene pubblicato Lo Hobbit di J. R. R. Tolkien
- 23 settembre: al Palazzo delle Esposizioni di Roma, viene inaugurata la Mostra Augustea della Romanità.
- 27 settembre: sull'isola di Bali fu abbattuto l'ultimo esemplare di tigre di Bali, una femmina.
- 2 ottobre: nella Repubblica Dominicana ha inizio il massacro degli haitiani.
- 5 ottobre: Stati Uniti - Franklin Delano Roosevelt tiene il Discorso della Quarantena, dove annuncia che gli Stati Uniti sarebbero intervenuti ogni volta fosse stato necessario impedire il contagio di idee totalitarie.
- 21 ottobre: viene ufficializzata la fondazione del comune di Guidonia Montecelio
- 6 novembre: l'Italia entra a far parte del Patto Anti-Comintern, insieme a Germania e Giappone.
- Dicembre – Seconda guerra sino-giapponese: il Giappone conquista tutte le più grandi città orientali della Cina. Dopo Pechino e Shanghai è la volta di Nanchino, la capitale repubblicana.
- 11 dicembre: l'Italia esce dalla Società delle Nazioni a causa delle sanzioni.
- 13 dicembre: caduta di Nanchino, dove si consuma una strage. Le truppe giapponesi si abbandonano ad ogni sorta di atrocità, massacrando buona parte degli abitanti. Si calcola che tra 1937 e 1938 siano state uccise tra le 260.000 e le 300.000 persone mentre migliaia di donne sono state stuprate.
- 16 dicembre – Alcatraz: i detenuti Ralph Roe e Theodore Cole evadono dalla prigione senza lasciare alcuna traccia e senza farsi sentire dalle guardie. La fuga è favorita dalla presenza di una fitta nebbia. Per un breve periodo vengono attuate ricerche sui due detenuti, alla fine vengono dichiarati morti per affogamento nella baia di San Francisco.
- 21 dicembre: Walt Disney presenta il suo primo lungometraggio animato, Biancaneve e i sette nani.
- 29 dicembre – Irlanda: viene emanata la Costituzione, grazie ad Éamon de Valera. Viene inoltre previsto un presidente che, tuttavia, non è effettivo in quanto il monarca britannico rappresenta ancora la nazione. Nasce lo Stato chiamato Irlanda che sostituisce il precedente Stato Libero d'Irlanda.
- Viene pubblicato il primo romanzo dello scrittore franco-algerino Albert Camus, Il rovescio e il diritto

## Nati
Ci sono circa 2 480 voci su persone nate nel 1937; vedi la pagina Nati nel 1937 per un elenco descrittivo o la categoria Nati nel 1937 per un indice alfabetico.

## Morti
Ci sono circa 880 voci su persone morte nel 1937; vedi la pagina Morti nel 1937 per un elenco descrittivo o la categoria Morti nel 1937 per un indice alfabetico.

## Calendario
| Calendario 1937 | Calendario 1937 | Calendario 1937 | Calendario 1937 | Calendario 1937 | Calendario 1937 | Calendario 1937 | Calendario 1937 | Calendario 1937 | Calendario 1937 | Calendario 1937 | Calendario 1937 | Calendario 1937 | Calendario 1937 | Calendario 1937 | Calendario 1937 | Calendario 1937 | Calendario 1937 | Calendario 1937 | Calendario 1937 | Calendario 1937 | Calendario 1937 | Calendario 1937 | Calendario 1937 | Calendario 1937 | Calendario 1937 | Calendario 1937 | Calendario 1937 | Calendario 1937 | Calendario 1937 | Calendario 1937 | Calendario 1937 | Calendario 1937 |
| --------------- | --------------- | --------------- | --------------- | --------------- | --------------- | --------------- | --------------- | --------------- | --------------- | --------------- | --------------- | --------------- | --------------- | --------------- | --------------- | --------------- | --------------- | --------------- | --------------- | --------------- | --------------- | --------------- | --------------- | --------------- | --------------- | --------------- | --------------- | --------------- | --------------- | --------------- | --------------- | --------------- |
|                 | 1               | 2               | 3               | 4               | 5               | 6               | 7               | 8               | 9               | 10              | 11              | 12              | 13              | 14              | 15              | 16              | 17              | 18              | 19              | 20              | 21              | 22              | 23              | 24              | 25              | 26              | 27              | 28              | 29              | 30              | 31              |                 |
| Gennaio         | Ve              | Sa              | Do              | Lu              | Ma              | Me              | Gi              | Ve              | Sa              | Do              | Lu              | Ma              | Me              | Gi              | Ve              | Sa              | Do              | Lu              | Ma              | Me              | Gi              | Ve              | Sa              | Do              | Lu              | Ma              | Me              | Gi              | Ve              | Sa              | Do              |                 |
| Febbraio        | Lu              | Ma              | Me              | Gi              | Ve              | Sa              | Do              | Lu              | Ma              | Me              | Gi              | Ve              | Sa              | Do              | Lu              | Ma              | Me              | Gi              | Ve              | Sa              | Do              | Lu              | Ma              | Me              | Gi              | Ve              | Sa              | Do              |                 |                 |                 |                 |
| Marzo           | Lu              | Ma              | Me              | Gi              | Ve              | Sa              | Do              | Lu              | Ma              | Me              | Gi              | Ve              | Sa              | Do              | Lu              | Ma              | Me              | Gi              | Ve              | Sa              | Do              | Lu              | Ma              | Me              | Gi              | Ve              | Sa              | Do              | Lu              | Ma              | Me              |                 |
| Aprile          | Gi              | Ve              | Sa              | Do              | Lu              | Ma              | Me              | Gi              | Ve              | Sa              | Do              | Lu              | Ma              | Me              | Gi              | Ve              | Sa              | Do              | Lu              | Ma              | Me              | Gi              | Ve              | Sa              | Do              | Lu              | Ma              | Me              | Gi              | Ve              |                 |                 |
| Maggio          | Sa              | Do              | Lu              | Ma              | Me              | Gi              | Ve              | Sa              | Do              | Lu              | Ma              | Me              | Gi              | Ve              | Sa              | Do              | Lu              | Ma              | Me              | Gi              | Ve              | Sa              | Do              | Lu              | Ma              | Me              | Gi              | Ve              | Sa              | Do              | Lu              |                 |
| Giugno          | Ma              | Me              | Gi              | Ve              | Sa              | Do              | Lu              | Ma              | Me              | Gi              | Ve              | Sa              | Do              | Lu              | Ma              | Me              | Gi              | Ve              | Sa              | Do              | Lu              | Ma              | Me              | Gi              | Ve              | Sa              | Do              | Lu              | Ma              | Me              |                 |                 |
| Luglio          | Gi              | Ve              | Sa              | Do              | Lu              | Ma              | Me              | Gi              | Ve              | Sa              | Do              | Lu              | Ma              | Me              | Gi              | Ve              | Sa              | Do              | Lu              | Ma              | Me              | Gi              | Ve              | Sa              | Do              | Lu              | Ma              | Me              | Gi              | Ve              | Sa              |                 |
| Agosto          | Do              | Lu              | Ma              | Me              | Gi              | Ve              | Sa              | Do              | Lu              | Ma              | Me              | Gi              | Ve              | Sa              | Do              | Lu              | Ma              | Me              | Gi              | Ve              | Sa              | Do              | Lu              | Ma              | Me              | Gi              | Ve              | Sa              | Do              | Lu              | Ma              |                 |
| Settembre       | Me              | Gi              | Ve              | Sa              | Do              | Lu              | Ma              | Me              | Gi              | Ve              | Sa              | Do              | Lu              | Ma              | Me              | Gi              | Ve              | Sa              | Do              | Lu              | Ma              | Me              | Gi              | Ve              | Sa              | Do              | Lu              | Ma              | Me              | Gi              |                 |                 |
| Ottobre         | Ve              | Sa              | Do              | Lu              | Ma              | Me              | Gi              | Ve              | Sa              | Do              | Lu              | Ma              | Me              | Gi              | Ve              | Sa              | Do              | Lu              | Ma              | Me              | Gi              | Ve              | Sa              | Do              | Lu              | Ma              | Me              | Gi              | Ve              | Sa              | Do              |                 |
| Novembre        | Lu              | Ma              | Me              | Gi              | Ve              | Sa              | Do              | Lu              | Ma              | Me              | Gi              | Ve              | Sa              | Do              | Lu              | Ma              | Me              | Gi              | Ve              | Sa              | Do              | Lu              | Ma              | Me              | Gi              | Ve              | Sa              | Do              | Lu              | Ma              |                 |                 |
| Dicembre        | Me              | Gi              | Ve              | Sa              | Do              | Lu              | Ma              | Me              | Gi              | Ve              | Sa              | Do              | Lu              | Ma              | Me              | Gi              | Ve              | Sa              | Do              | Lu              | Ma              | Me              | Gi              | Ve              | Sa              | Do              | Lu              | Ma              | Me              | Gi              | Ve              |                 |

## Premi Nobel
In quest'anno sono stati conferiti i seguenti Premi Nobel:
- per la Pace: Edgar Algernon Robert Gascoyne Cecil
- per la Letteratura: Roger Martin Du Gard
- per la Medicina: Albert Szent-Gyorgyi Von Nagyrapolt
- per la Fisica: Clinton Joseph Davisson, George Paget Thomson
- per la Chimica: Walter Norman Haworth, Paul Karrer